# Synaxis fuscata
Synaxis fuscata là một loài bướm đêm trong họ Geometridae.